# Shakira Barrera
Shakira Barrera (Englewood, 7 de marzo de 1990) es una actriz y bailarina estadounidense, reconocida por su papel como Yolanda Rivas en la serie nominada a los Premios del Sindicato de Actores de Netflix, GLOW (2018).

## Carrera
Shakira se graduó de la Universidad Rutgers con una licenciatura en danza de la Mason Gross School of Arts en Nuevo Brunswick, Nueva Jersey. Su carrera como actriz inició en el año 2013, en el que registró apariciones en la serie Agentes of SHIELD y en el cortometraje New Prey. Acto seguido apareció en producciones como Grey's Anatomy, Freak Out, Rosewood y Uncool, antes de tener su gran oportunidad en 2018 cuando integró el elenco de la serie de Netflix, GLOW. Por su desempeño en la serie, obtuvo una nominación a los Premios del Sindicato de Actores de 2019 en la categoría de mejor reparto en una comedia. Ese mismo año protagonizó una nueva serie de televisión para Netflix, It's Bruno!, dirigida y protagonizada por Solvan Naim.

## Filmografía

### Cine
- 2013 - New Prey (corto)
- 2015 - Superfast!
- 2017 - Electric Room (corto)
- 2017 - Blood Heist
- 2017 - Wack: The Misadventures of an Awkward Teenage Boy (corto)
- 2018 - Three Rivers (telefilme)
- 2018 - Armed
- 2019 - Kaya (corto)

### Televisión
- 2013 - Agents of SHIELD
- 2014 - Grey's Anatomy
- 2014 - Freak Out
- 2016 - Rosewood
- 2016 - Faking It
- 2016 - East Lost High
- 2017 - Uncool
- 2017 - High & Mighty
- 2018 - Lethal Weapon
- 2018 - GLOW
- 2018 - Queen of the South
- 2019 - It's Bruno!
- 2025 - Ironheart